# Thomas Helveg
Thomas Lund Helveg (Odense, 1971. június 24. –) dán labdarúgóhátvéd, 2011 óta edzősködik. A dán élvonalbeli Odense BK csapatával 1989-ben megnyerte a bajnokságot. Öt évet töltött az olasz AC Milan csapatánál, 1999-ben a Serie A-ban, 2003-ban a Bajnokok Ligájában diadalmaskodott.
1994-ben Helveg lett az év dán labdarúgója, ebben az évben debütált a válogatottban is. 108 találkozón 2 gólt lőtt. Három különböző szövetségi kapitány is számított rá, részt vett az 1996-os, 2000-es és 2004-es labdarúgó-Európa-bajnokságokon, ott volt az 1998-as és a 2000-es labdarúgó-világbajnokságon is.